# 2315 Czechoslovakia
A 2315 Czechoslovakia (ideiglenes jelöléssel 1980 DZ) a Naprendszer kisbolygóövében található aszteroida. Zdenka Vávrová fedezte fel 1980. február 19-én.